# Florin Călinescu
Florin Călinescu (Temesvár, 1956 április 29.) román színész, a bukaresti Kis Színház (románul Teatrul Mic) igazgatója, televíziós producer.
Házastársa Ana-Maria (Anmary) Călinescu volt (elhunyt 2005. február 28-án).
2020-ban a Partidul Verde színeiben Bukarest polgármesteri tisztségéért indult, de a szavazatoknak csupán 1,7%-át szerezte meg.

## Filmográfia
- Lumini și umbre: Partea I (1981)
- Lumini și umbre: Partea II (1982)
- Întunericul alb (1982)
- Clipa de răgaz (1986)
- Enigmele se explică în zori (1987)
- Balanța (1992) - szekus
- Asfalt Tango (1993) - üzér
- O vară de neuitat (1994)
- Nostradamus (1994)
- E pericoloso sporgersi (1994)
- Prea târziu (1996)
- Filantropica (2001)
- Maria (2003)
- Băieți buni (2005) - (TV sorozat)
- Poveste de cartier (2008)
- Tanti Florica (2012)

## Fordítás
- Ez a szócikk részben vagy egészben  a   Florin Călinescu című román Wikipédia-szócikk ezen változatának fordításán alapul.  Az eredeti cikk szerkesztőit annak laptörténete sorolja fel. Ez a jelzés csupán a megfogalmazás eredetét és a szerzői jogokat jelzi, nem szolgál a cikkben szereplő információk forrásmegjelöléseként.